# Bernardo de Iriarte
Bernardo de Iriarte, Bernardo Iriarte ou Bernardo de Iriarte Nieves Rabelo est un homme politique et collectionneur d'art espagnol, né le 18 février 1735 à La Orotava (aujourd'hui Puerto de la Cruz) sur l'île de Tenerife, en Espagne, et mort le 13 juillet 1814 à Bordeaux, en France. 

## Biographie

### Carrière
Issu d’une famille très cultivée d’aristocrates, Bernardo de Iriarte est l'un des dix-huit enfants de Bernardo de Iriarte Cisneros, lieutenant-capitaine des milices d'infanterie de Tenerife, et de Bárbara Cleta Marcelina de las Nieves-Ravelo y Hernández de Oropesa. Il est le frère du diplomate Domingo de Iriarte, du savant Joseph de Iriarte, et du poète, fabuliste et dramaturge Tomás de Iriarte.
Il s'installe vers 1750 à Madrid où son oncle paternel, Juan de Iriarte, bibliothécaire de la bibliothèque royale de Madrid, membre de l'Académie royale espagnole, l'associe de 1754 à 1756 à la rédaction du Dictionnaire latin-espagnol qu'il réalise pour l'Académie, en le chargeant d'en rédiger la lettre « C ». 
Il obtient un poste à la secrétairerie d'état, est secrétaire de la légation espagnole à Parme de 1756 à 1758, secrétaire de l'ambassade d'Espagne à Londres en 1760. Il est chargé de l'administration des théâtres royaux, sélectionne les comédies qui peuvent y être jouées (en interdisant les farces) et rédige des instructions pour leur fonctionnement.
Il est élu en 1763 au siège H de l'Académie royale espagnole ; il est membre de l'Académie royale des sciences et arts de Barcelone. 
En 1765, il publie à Madrid une traduction en vers de la tragédie Tancrède de Voltaire dans un ouvrage publié à l'occasion d'une fête donnée à Madrid en décembre 1765 par l'ambassadeur franc̜ais, Pierre-Paul d'Ossun, à l'occasion du mariage du futur Charles IV et de Marie-Louise de Parme ; il en publie une traduction remaniée sous le titre Tragedia. El Tancredo. En cinco actos entre 1770 et 1797 à Barcelone chez l'imprimeur Carlos Gibert y Tutó.
Il est nommé en 1780 ministre du Conseil des Indes, chargé d'administrer les colonies espagnoles d'Amérique et les Philippines, en 1792 membre du Conseil du Commerce, des Monnaies et des Mines et en 1797 nommé ministre de l'agriculture, du commerce, de la navigation et des possessions d'outre-mer. En 1809, il est nommé député de Madrid dans le traité de reddition de la ville à Napoléon. Lorsque Joseph-Napoléon Ier accède au trône, Uriarte est nommé conseiller d'État de la Cour. Par conséquent, l'accession au trône de Ferdinand VII le contraint à l'exil et il meurt à Bordeaux.

### Amateur d'art
Bernardo de Iriarte est un ami de Francisco de Goya. En 1794, ce dernier envoie à Iriarte, vice-protecteur depuis 1792 de la Real Academia de Bellas Artes de San Fernando, une série de quatorze tableaux de petit format peints sur fer-blanc et représentant varios asuntos de diversiones nacionales avec une lettre datée du 7 janvier 1794 où le peintre emploie pour la première fois le terme de capricho. Goya peint le Portrait de Don Bernardo Iriarte en 1797. 
Iriarte constitue avec ses frères Domingo et Tomás une des plus importantes collections d'art en Espagne au XVIIIe siècle, qui comprenait des œuvres de Titien, Van Dyck, Velázquez, Murillo, ainsi qu'un autoportrait d'Anton Raphael Mengs. Après sa mort en exil, la collection a été vendue aux enchères à Londres et à Paris, et largement dispersée ainsi hors d'Espagne ; la dernière vente a lieu à Paris en deux vacations en février 1841 et janvier 1842.